# DJ DOC
DJ DOC（韓語：디제이 독），韩国Buda Sound所屬的三人男子演唱团体。是韓國音樂界頗負盛名的嘻哈饒舌團體，以風格強烈的作品在韓國音樂界佔有一席之地。

## 演藝生涯
DJ DOC曾在1996年的獨島爭議時翻唱〈獨島是我們的領土〉一曲，此後在韓國人氣大增。而該團在1995年發行的〈OK?OK!〉一曲，曾改編為中文版〈OK?OK!〉，由台灣歌手蘇慧倫、任賢齊與羅百吉演唱；另一首1998年專輯的主打歌〈與DOC共舞〉則被當時出道的台灣少女偶像之一婷婷翻唱為〈愛的勝利〉。此外，DJ DOC在2000年發表的〈Run to You〉一曲引發迴響，曾被其他歌手多次翻唱；翻唱版本有香港歌手陳冠希於2002年發行的〈超速遊戲〉、杜德偉在2004年演唱的〈脫掉〉、日本歌手DJ OZMA2006年的作品〈アゲ♂アゲ♂EVERY☆騎士〉，以及舞蹈團體CYBERJAPAN DANCERS於2024年發表的〈Bounce!〉等曲。
DJ DOC時常將對政治時局的不滿與挖苦融入作品，此種創作風格成為他們的特色，也讓他們儘管在「新韓流」時代已不太發表新作仍能保有高人氣。

## 成员
- 金昌烈（朝鲜语：김창렬）（1973年12月26日出生）
- 李漢而（朝鲜语：이하늘）（音譯，本名李勤培，1971年5月3日出生）
- 鄭在容（朝鲜语：정재용）（1973年7月17日出生）

## 作品

### 單曲
- D際2德, 1996
- One Night, 2002（數位單曲）
- Street Life, 2003

### 專輯
1. DJ. DOC, 1994
2. 머피의 법칙, 1995
3. 겨울 이야기, 1996
4. 4th ALBUM, 1997
5. The Life... Doc Blues 5%, 2000
6. Love & Sex & Happiness, 2004
7. 풍류, 2010

### 精選專輯
- Dance With DOC, 1999
- The Best DJ. Doc, 2000
- Season's Greeting, 2000
- 1994, 2001
- DJ DOC Best (Summer & Winter story), 2001

### 網路作品
- 수취인분명, 2016 （註：該作諷刺韓國前總統朴槿惠政壇醜聞）